# Ernest Vétillart
Compléments
Vétillart est le fondateur de l'Ecole supérieure d'agricultures' d'Angers
Marie-Ernest Vétillart, né le 18 avril 1851 à Pontlieue, dans la Sarthe (France) et mort le 9 juin 1930 à Paris (15e arrondissement), est un prêtre jésuite français, fondateur de l'École supérieure d'agricultures d'Angers.

## Biographie
Fils de Michel Vétillart, il entre dans la Compagnie de Jésus le 8 octobre 1871 et fait son noviciat à Angers. À la fin de sa formation spirituelle et théologique, faite à la Maison Saint-Louis, à Saint-Hélier (Jersey), il est ordonné prêtre le 8 septembre 1886. 
En 1889, il est en troisième probation ('Troisième An') à la Maison Saint-Joseph à Slough (Angleterre). Cette dernière période de formation terminée Vétillart est nommé (le 8 septembre 1889) supérieur et préfet des études du Collège Saint-Grégoire à Tours. Il fait sa profession religieuse définitive le 15 août 1890. En 1891, il est nommé recteur de Saint-Grégoire. C'est à Tours, en 1892, qu'il fonde l'Œuvre des Catéchuménats, sur la demande de Mgr Valentin Garnier, vicaire apostolique de Nankin et selon les indications du Père Léon Tournade, procureur de la mission en France. 
Après un nouveau passage à la Maison Saint-Louis, à Saint-Hélier, où il est préfet spirituel et confesseur des élèves de l'École marine (qui prépare à l'École navale), le Père Vétillart est nommé le 1er septembre 1894 supérieur de la résidence des Jésuites d'Angers (rue Rabelais) où il est également préfet des études. Il restera à la tête de cette résidence jusqu'au 26 août 1899.

## La création de l'ESA
À Angers, le Père Vétillart est d'abord directeur des internats des facultés catholiques. Réalisant qu'il existe un besoin de formation agronomique de bon niveau pour les fils de propriétaires, il conçoit l'idée de créer une école catholique d'agronomie rattachée à l'université catholique. Dès 1895, au Congrès national des Syndicats agricoles, qui se tient à Angers, est formulé le vœu que « les Universités catholiques de France, notamment celle d'Angers, organisent dans leur sein une faculté d'agriculture, pour mettre à la disposition de ceux de leurs élèves qui peuvent être appelés un jour à diriger l'exploitation d'une propriété rurale, tous les éléments d'un enseignement agricole complet, et, autant que possible, à la fois pratique et théorique ». 
Au début, son idée remporte peu de succès, mais le Père Vétillart est un homme énergique et persévérant, qui accueille l'opposition conjointe des autorités diocésaines et de ses supérieurs jésuites avec autant de sérénité que de détermination. Son optimisme contagieux et son urbanité finissent par vaincre les objections de ses supérieurs et lui gagner l'appui de laïcs influents, experts dans le domaine, qui vont l'aider à trouver un corps professoral qualifié. Enfin, il reçoit de ses supérieurs un accord provisoire et sans enthousiasme, et l'école peut ouvrir en 1898, avec un modeste effectif de six étudiants. Sa réputation d'excellence aidant, l'école compte 60 étudiants en 1910. Sa situation reste précaire cependant.   
Ernest Vétillart est directeur de l'école de 1899 à 1922, date à laquelle il passe le relais au Père Alfred Foreau.

## Après Angers
En 1923, il est en résidence à Nantes comme directeur de l'Apostolat de la prière.
Après une année comme confesseur des novices et operarius ad omnia à la maison de probation de la Compagnie de Jésus à Beaumont-sur-Oise, il entre en 1926 à la maison de santé (domus valetudinaria) « Notre-Dame de Lourdes » des jésuites au 10 rue de Dantzig à Paris, où il meurt le 9 juin 1930.